# Max Stedman
Maximilian Stedman (Crowthorne, 22 maart 1996) is een Engels wielrenner die sinds 2023 uitkomt voor de Turkse wielerploeg Beykoz Belediyesi Spor Kulübü.

## Carrière
In 2017 behaalde Stedman zijn eerste UCI-overwinning toen hij de beste was in de tweede etappe van de Ronde van Quanzhou Bay. Door zijn overwinning nam hij de leiderstrui over van zijn ploeggenoot Harry Tanfield. In de laatste etappe, die werd gewonnen door de Let Deins Kaņepējs, verdedigde hij zijn leidende positie met succes, waardoor hij de eerste winnaar van de wedstrijd werd. Ook in 2018 was hij in deze koers de beste.

## Overwinningen
2017
2e etappe Ronde van Quanzhou Bay
Eindklassement Ronde van Quanzhou Bay
2018
2e etappe Ronde van Quanzhou Bay
Eindklassement Ronde van Quanzhou Bay
2020
Eindklassement Ronde van Antalya
2023
1e etappe Ronde van Albanië
Eindklassement Ronde van Albanië
Proloog en 2e etappe Ronde van Yigido
Eindklassement Ronde van Yigido
Bergklassement Ronde van Istanbul
2024
Grand Prix Altınkale

## Ploegen
2016 –  Pedal Heaven
2017 –  Bike Channel–Canyon
2018 –  Canyon Eisberg
2019 –  Canyon dhb p/b Bloor Homes
2020 –  Canyon dhb p/b Soreen
2021 –  Canyon dhb SunGod
2022 –  Mg.K Vis-Color for Peace-VPM
2023 –  AT85 Pro Cycling (tot en met 17 maart)
2023 –  Beykoz Belediyesi Spor Kulübü (vanaf 5 juli)
Chapman · Ferguson · Fox · Fry · Gardias · Gullen · Jones · McGowan · Paton · Pullar · Stedman · Tanfield · Tipper · Townsend · Webber · Wilkinson · Womersley
Atkins · Fry · Gardias · Lowe · Lowsley-Williams · Nowell · Opie · Partridge · Pullar · Richardson · Stedman · H. Tanfield · Townsend · Webber · Womersley · C. Tanfield (stagiair)
Fry · Gardias · Lowe · Lowsley-Williams · Nowell · Opie · Page · Paton · Pullar · Rose-Davies · Stedman · C. Tanfield · H. Tanfield · Tennant · Townsend